# Інцидент у Ньоноксі
64°38′45″ пн. ш. 39°12′10″ сх. д. / 64.6459° пн. ш. 39.2027° сх. д.
Інцидент у Ньоноксі відбувся 8 серпня 2019 року поблизу селища Ньонокса, що знаходиться під адміністративною юрисдикцією Сєверодвінська, Архангельська область, Російська Федерація. П'ять військових і цивільних фахівців загинули, троє (або шість, залежно від джерела) отримали поранення.

## Інцидент
Аварія сталася на «Державному центральному морському полігоні», який є головним місцем запуску ракет ВМС Росії, має також назву Ньонокса. Згідно з версією, представленою російськими чиновниками, інцидент був результатом невдалого випробування «ізотопного джерела живлення для ракетного двигуна з рідким паливом». Експерт із нерозповсюдження зброї Джефрі Льюїс та член Федерації американських вчених Анкіт Панда вважають, що інцидент став результатом випробування крилатої ракети «Буревестник». Проте дослідник Майкл Кофман, науковий співробітник Центру Вілсона, заперечує це твердження, і вважає, що вибух, ймовірно, не був пов'язаний із «Буревестником».
Подія вибухонебезпечного характеру була зареєстрована 8 серпня о 6:00 UTC (місцевий час 9:00) на інфразвуковій станції в Бардуфоссі (Тромсе, Норвегія). Подія також була зареєстрована за сейсмічними даними, а це означає, що вона, можливо, відбулась у контакті із землею. Практичний сенс реєстрації вибуху, у контакті із землею, полягає в тому, що він стався або на землі, або в контакті з нею; наприклад на воді. Час та місце події збігаються з повідомленням про аварію в Архангельську.

## Післямова
Після вибуху троє постраждалих проходили лікування у Медичному центрі імені Семашко в Архангельську, який має необхідні умови для лікування постраждалих від радіаційного опромінювання, ще трьох постраждалих доставили до Архангельської обласної клінічної лікарні, о 4: 35 вечора 8 серпня, проте працівників лікарні не попередили про опромінення. Пізніше декілька працівників Архангельської обласної лікарні були перевезені до Москви для проведення пострадіаційної профілактики. В одного лікаря було виявлено позитивний тест на цезій-137, хоча рівень опромінювання залишаються невідомими, оскільки медичний персонал був змушений підписати угоди про нерозголошення.
За словами неназваного медичного працівника, двоє постраждалих від вибуху померли від променевої хвороби на шляху від Архангельської обласної лікарні до лікарні у Москві.

### П'ять загиблих
У понеділок 12 серпня 2019 року прапор на головній площі Сарова було приспущено під час прощання з п'ятьма загиблими. Того ж дня вони були поховані на головному цвинтарі Сарова.

### Рівень радіації
Рівень фонового випромінювання, як повідомляється, перевищив норму у 4-16 разів у Сєверодвінську, за 47 км на схід від епіцентру випромінювання, досягнувши 1,78 мікрозіверта за годину незабаром після вибуху. Адміністрація у Сєверодвінську повідомила про підвищений рівень радіації протягом 40 хвилин. Через кілька днів після події кілька моніторингових станцій Росії припинили надсилати дані до Підготовчої комісії Організації Договору про всеосяжну заборону ядерних випробувань — мережі передачі даних для радіаційного моніторингу, що складається з 80 станцій у всьому світі.
Відповідно до інформації, опублікованої Росгідрометом про радіаційну ситуацію в Сєверодвінську відразу після аварії, було виявлено ряд короткоживучих ізотопів: Стронцій-91, Барій-139, Барій-140 та Лантан-140. Норвезький експерт з ядерної безпеки Нілс Бемер заявив, що такий ізотопний склад свідчить про те, що до аварії був причетний ядерний реактор.
2 вересня інформаційне агентство «Беломорканал» опублікувало відеоматеріал, на якому було показано два покинуті понтони, на одному з яких було встановлено сильно пошкоджене обладнання для випробувань. Відео демонструє вимірювання гамма-випромінювання на відстані 150 м від покинутих суден на березі Білого моря поблизу від Ньонокси, показник досягає 186 мкР/год — у 15 разів вищий за природний. Рівень альфа та бета-випромінювання не вимірювався. Ділянка не була ні закритою, ні під охороною, і жодних попереджувальних знаків від радіації не спостерігалось.